# Sofia Essaïdi
Sofia Essaïdi (arabiska: صوفيا السعيدي), född 6 augusti 1984 i Casablanca, är en fransk-marockansk sångare.

## Karriär
Sofia Essaïdi blev känd i slutet av år 2003 då hon deltog i den andra säsongen av franska Star Academy. Hon slutade på andra plats i tävlingen efter Élodie Frégé.
Efter sitt deltagande i TV-programmet påbörjade hon en musikkarriär som började med debutsingeln "Roxanne" som gavs ut den 16 mars 2004. Låten var en cover på låten med samma titel från det engelska rockbandet The Police. Singeln blev en hit inte bara i Frankrike utan även i Belgien och Schweiz. År 2005 gav hon ut ytterligare två singlar, "Mon cabaret" och "Après l'amour". Den 22 augusti 2005 släpptes hennes debutalbum Mon cabaret. Albumet blev precis som debutsingeln framgångsrikt även i Belgien och Schweiz.
Den 7 april 2008 kom hon tillbaka med hitsingeln "Femme d'aujourd'hui". Den låg 34 veckor på den franska singellistan och nådde åttonde plats som bäst. Den officiella musikvideon hade fler än 1,8 miljoner visningar på Youtube i september 2012.
Sofia Essaïdi var en av flera artister som medverkade i musikalen Cléopâtre. Den 25 augusti 2008 kom musikalalbumet Cléopâtre, la dernière reine d'Égypte där Sofia Essaïdi framför ett par låtar. Innan året var slut släpptes "Une autre vie" som hennes nästa singel framförd tillsammans med Florian Étienne. År 2009 gavs "L'accord" och "Bien après l'au-delà" ut som hennes tredje och fjärde singlar från musikalalbumet. Låten "L'accord" som hon framför tillsammans med Christopher Stills blev hennes tredje singel att nå framgång på singellistorna efter debutsingeln "Roxanne" och hitlåten "Femme d'aujourd'hui". År 2010 gav hon ut singeln "J'croque la vie" och år 2011 gav hon ut singeln "Je veux tout". Hon spelade även in låten "La voix de l'enfant" tillsammans med Natasha St-Pier och Bruno Solo år 2010.
Vid NRJ Music Awards år 2009 fick hon priset för årets franska musikgrupp som en av de medverkande i musikalen Cléopâtre. Året därpå tog hon emot priset för årets franska kvinnliga artist.

## Diskografi

### Album
- 2005 - Mon cabaret
- 2008 - Cléopâtre, la dernière reine d'Égypte (medverkande)

### Singlar
- 2004 - "Roxanne"
- 2005 - "Mon cabaret"
- 2005 - "Après l'amour"
- 2008 - "Femme d'aujourd'hui"
- 2008 - "Une autre vie" (med Florian Étienne)
- 2009 - "L'accord" (med Christopher Stills)
- 2009 - "Bien après l'au-delà"
- 2010 - "J'croque la vie"
- 2010 - "La voix de l'enfant" (med Natasha St-Pier & Bruno Solo)
- 2011 - "Je veux tout"